# James DeBello
James DeBello (Hartford, 9 giugno 1980) è un attore statunitense.

## Biografia
Di origine italiana, ha frequentato la Shenandoah Valley Jr/Sr High School.

## Filmografia

### Cinema
- American Pie (1999)
- Detroit Rock City (1999)
- Here Lies Lonely (1999)
- Delitto + castigo a Suburbia (Crime and Punishment in Suburbia, 2000)
- 100 ragazze (100 Girls, 2000)
- Scary Movie 2 (2001)
- Vado in Grecia (Going Greek, 2001)
- Swimfan - La piscina della paura (Swimfan, 2002)
- Cabin Fever (2002)
- Pledge of Allegiance (2003)
- Dorm Daze - Un college di svitati (National Lampoon Presents Dorm Daze, 2003)
- Walk Into a Bar - cortometraggio (2004)
- The Hillz (2004)
- Adam and Eve (2005)
- Steel City (2006)
- Un college di svitati 2 (Dorm Daze 2, 2006)
- The Bliss (2006)
- Kush (2007)
- The FP - cortometraggio (2007)
- After Sex - Dopo il sesso (2007)
- Transylmania (2007)
- Penthouse (2008)
- No Time to Fear (2009)
- Ten Years Later (2010)
- Urge (2016)
- Clinton Road (2019)

### Televisione
- E.R. - Medici in prima linea (E.R., 1 episodio, 1997)
- My Guide to Becoming a Rock Star (1 episodio, 2002)
- American Dad (1 episodio, 2006) - voce
- Ghouls (2008) - Film TV